# Alameda (Metro de Lisboa)
Alameda es una estación doble del Metro de Lisboa, donde se conectan dos líneas: la Línea Verde y la Línea Roja. Se sitúa en el municipio de Lisboa, entre las estaciones de Areeiro y Arroios (línea Verde), y las estaciones Olaias y Saldanha (línea Roja).
Esta estación se ubica en la avenida Almirante Reyes, junto al cruce con la Alameda D. Afonso Henriques. La estación posibilita el acceso a la Alameda D. Afonso Henriques y al Instituto Superior Técnico. A semejanza de las estaciones más recientes, está equipada para poder atender a pasajeros con movilidad reducida; varios ascensores facilitan el acceso al andén.

## Estación de la Línea Verde
Se inauguró el 18 de junio de 1972 junto con las estaciones de Arroios, Areeiro, Roma y Alvalade, en el ámbito de la expansión de esta línea a la zona de Alvalade. El proyecto arquitectónico original es de la autoría del arquitecto Dinis Gomes y las intervenciones plásticas de la pintora Maria Keil. En 1998, en virtud de la construcción de la Línea Roja, que se cruza con la Línea Verde en esta zona, la estación se remodeló tomando como base un proyecto arquitectónico de la autoría del arquitecto Manuel Tainha y las intervenciones plásticas de la pintora Noronha da Costa. La remodelación de la estación implicó la prolongación de los andenes de embarque y la construcción de un espacio de conexión a la nueva estación, de la Línea Roja.

## Estación de la Línea Roja
Se inauguró el 19 de mayo de 1998 junto con las estaciones de Olaias, Bela Vista, Chelas y Oriente, en el ámbito de la construcción de la Línea Roja, con vistas a la prolongación de la red a la zona de la Expo 98. El proyecto arquitectónico es de la autoría del arquitecto Manuel Tainha y las intervenciones plásticas de los artistas plásticos Costa Pinheiro, Juahana Bloomstedt y Alberto Carneiro.